# Ergotamine
Ergotamine is een alkaloïde met een vasoconstrictieve werking dat gebruikt wordt als aanvalscouperend antimigrainemiddel. Daarbij wordt het met cafeïne gecombineerd. Ergotamine is een van de leden van de groep ergotalkaloïden en nauw verwant aan ergoline. In de geneeskunde wordt het middel in Nederland niet vaak meer toegepast. In de verloskunde heeft het nog enige toepassing als middel om de baarmoeder te doen samentrekken. Gebruik ter preventie van migraineaanvallen wordt afgeraden.

## Fysiologie
De manier waarop ergotamine zijn fysiologisch effect bewerkstelligt is complex. Het molecuul lijkt sterk op een groot aantal mono-amine signaalstoffen en kan daardoor zowel agonistische als antagonistische effecten vertonen. Het anti-migraine effect kan gerelateerd worden aan het samentrekken van bloedvaten buiten de hersenen maar in de schedel. Dit effect verloopt via de 5-HT1B-receptoren en door inhibitie van trigeminale neurotransmissie door de 5-HT1D-receptoren.

De stof heeft ook effect op receptoren voor dopamine en noradrenaline. Vooral de reacties op de D2 dopamine en 5-HT1A receptoren zijn verantwoordelijk voor de bijwerkingen.

## Wettelijke status
Ergotamine is een van de uitgangsstoffen voor LSD. Om deze reden dient het gebruik van de stof geregistreerd te worden.

## Referentie
- P. Tfelt-Hansen, P. R. Saxena, C. Dahlöf, J. Pascual, M. Láinez, P. Henry, H.-C. Diener, J. Schoenen, M. D. Ferrari, P. J. Goadsby (2000). Ergotamine in the acute treatment of migraine - A review and European consensus. Brain 123 (1): 9-18.  Gearchiveerd van origineel op 26 september 2009.